# Aroldo Collesi
Aroldo Collesi, detto Roldo ma citato, in alcune fonti, con il nome di Araldo (Serra San Quirico, 26 giugno 1918 – Jesi, 8 dicembre 2005), è stato un allenatore di calcio e calciatore italiano, di ruolo portiere.

## Carriera

### Calciatore
Inizia la sua carriera nel 1935 come portiere della Roma Ragazzi.
Dopo gli esordi in Serie C con l'Aviosicula Palermo, debutta in Serie B con l'Anconitana nella stagione 1942-1943 scendendo in campo per 11 volte.
Nel dopoguerra, dopo aver disputato una gara nella Divisione Nazionale 1945-1946, sempre con l'Anconitana disputa due campionati di Serie B per un totale di 54 presenze.
Nel 1948 passa a difendere la porta del Pescara, con cui gioca per una stagione in Serie B ed una in Serie C prima di tornare per un altro anno ad Ancona.
Termina la carriera in IV Serie con la maglia dell'Aquila.

### Allenatore
Dopo una breve esperienza come vice al Castelfidardo, inizia la sua carriera di allenatore in Promozione Umbria alla guida della Virtus  Spoleto (1956-57) poi promossa in IV serie Girone F (1957-58), successivamente dell'Avezzano (1958-59) e infine della Fermana.
Debutta in Serie C nel 1960 alla guida del Barletta per poi allenare, nella medesima serie, anche Ascoli, L'Aquila, Chieti, Montevarchi e Avellino nella stagione 1970-1971, dove viene esonerato dopo 7 giornate.
Salvo due brevi ritorni sulla panchina di Anconitana e L'Aquila, nel 1973 diventa allenatore della Jesina, in Serie D, concludendo la carriera nella cittadina marchigiana.

### Dirigente
È stato, insieme a Fulvio Bernardini, Luigi Del Grosso e Nereo Rocco, fondatore dell'Associazione Italiana Allenatori Calcio (A.I.A.C.) ricoprendo la carica di membro del consiglio direttivo per diversi anni.